# 沙伊代格
沙伊代格（發音：[ˈʃaɪdɛk]）是德国巴伐利亚州施瓦本行政区博登湖畔林道县的市镇，面积27.36平方千米，2023年12月31日人口为4,424人。